# Balclutha (ville antique)
Pour les articles homonymes, voir Balclutha (homonymie).
Balclutha, nom gaélique d'une ville antique qu'on croit être Dumbarton et qui fut autrefois florissante. Le poète légendaire écossais Ossian pleure la ruine de cette ville dans son poème Carthon,.

## Étymologie
Balclutha signifie "Ville sur la Clyde" en gaélique écossais, tirant son nom des mots Baile (cité) diminué en Bal et de Clutha (Clyde). Il peut avoir été adapté d'Alcluith, comme mentionné dans l'Histoire ecclésiastique du peuple anglais de Bède (8e siècle). 

## Littérature
Dans le Ossian (1760) de James Macpherson (1736-1796), Balclutha est une ville de la Clyde occupée par les Britanniques qui s'opposaient aux Calédoniens.

## Source
Cet article comprend des extraits du Dictionnaire Bouillet. Il est possible de supprimer cette indication, si le texte reflète le savoir actuel sur ce thème, si les sources sont citées, s'il satisfait aux exigences linguistiques actuelles et s'il ne contient pas de propos qui vont à l'encontre des règles de neutralité de Wikipédia.